# Revolta d'Indíbil i Mandoni
La Revolta d'Indíbil i Mandoni fou una revolta d'ilergets i ausetans contra la dominació romana al segle iii aC.

## Antecedents
El 212 aC, durant la Segona Guerra Púnica, els germans Publi i Gneu Corneli Escipió van passar a l'atac, però van acabar derrotats i morts pels cartaginesos. La conducta d'Àsdrubal fill de Giscó, que va exigir als ilergets i ausetans diners i el lliurament de la dona de Mandoni i les filles d'Indíbil com a ostatges i garants de la seva fidelitat, els va començar a separar dels cartaginesos. Els ostatges van caure en mans del jove Publi Corneli Escipió, fill del general del mateix nom, quan es va apoderar per sorpresa de Cartago Nova, i el romà les va tractar amb tota l'amabilitat i distinció que els corresponia. Aquests fets van decidir als dos germans a abandonar el partit cartaginès, i les seves forces es van unir a Escipió el 209 aC i es va signar un tractat d'aliança. La campanya va acabar amb la victòria romana a la batalla de Baecula.

## La revolta
El 206 aC les informacions sobre la malaltia i mort de Publi Corneli Escipió van induir a Indíbil i Mandoni a una revolta general dels ilergets i tribus aliades. Aviat es va saber que Escipió estava viu, i els revoltats es van retirar, però el general romà no estava disposat a deixar la revolta sense càstig. Va creuar l'Ebre, va derrotar els ilergets i els va ocupar el seu camp fent una gran matança. Mandoni es va presentar al camp romà personalment i es va sotmetre al general, que li va perdonar la vida i la del seu germà i els va restaurar en la seva condició d'aliats a canvi del pagament d'una quantitat de diners.
Quan el 205 aC Escipió va sortir d'Hispània i va anar a Àfrica, Indíbil es va tornar a revoltar. Va reunir un exèrcit de trenta mil homes i quatre mil cavallers. Però els romans dirigits per Luci Lèntul i Luci Manli Acidí es van enfrontar als rebels i els van derrotar i Indíbil va morir a la lluita. Mandoni es va poder escapar amb les restes de l'exèrcit, però aviat fou lliurat als romans pels mateixos seguidors, i executat.